# 미나토미라이

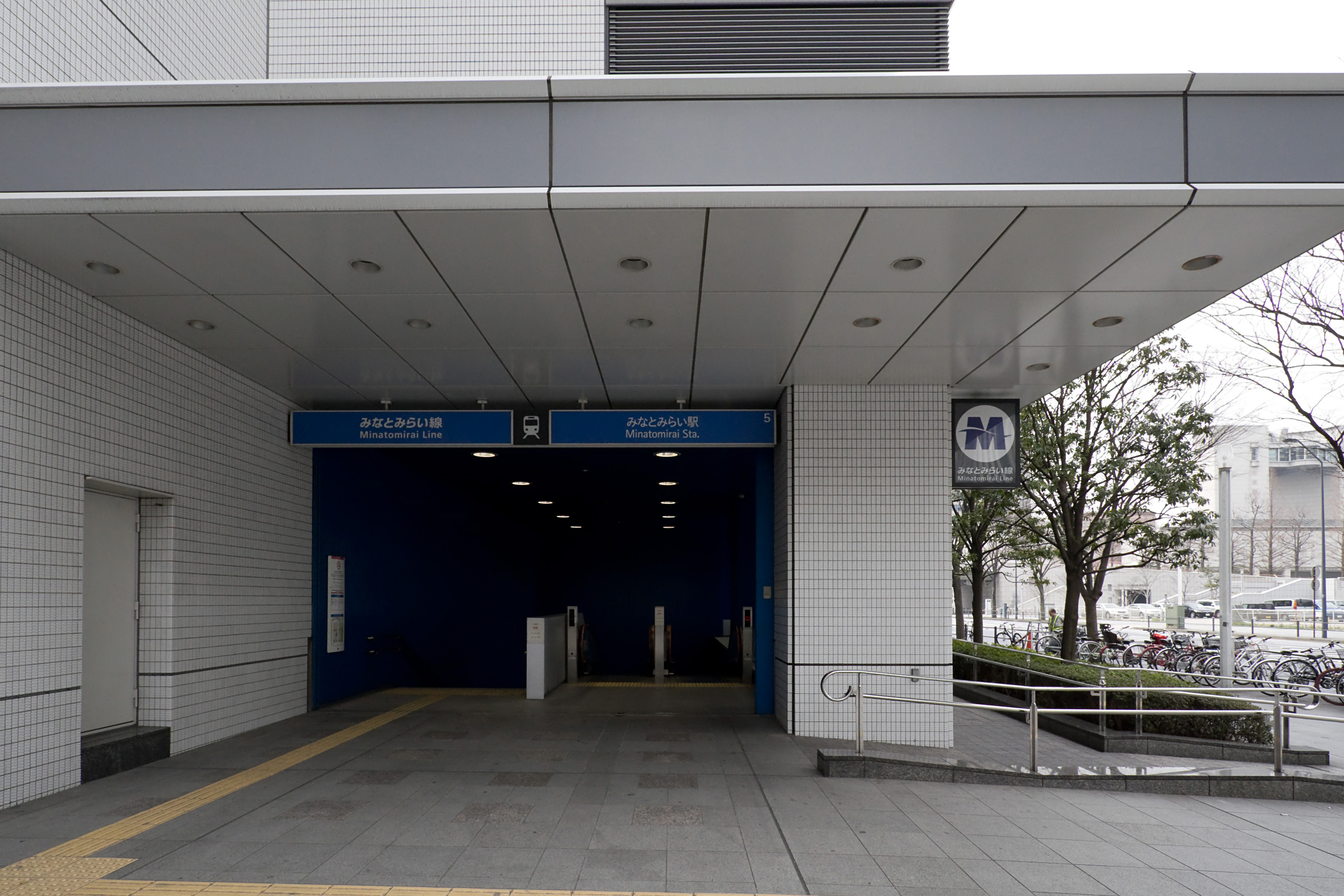

미나토미라이(일본어: みなとみらい)는 일본 가나가와현 요코하마시 니시구의 지명이다. 니시구 해안 지역에 소재하고 도쿄만 요코하마항 주변 매립지를 대부분 차지한다. 요코하마 미나토미라이 21의 중앙 지구가 거의 해당한다.